# Salvethymus svetovidovi
Salvethymus svetovidovi là một loài cá hồi. Nó là loài bản địa hồ Elgygytgyn ở Chukotka, đông bắc Nga. Loài cá hồi có vây dài này là một loại biến thái khác thường của cá hồi chấm hồng; khi nó được mô tả khoa học lần đầu vào năm 1990, nó đã được đặt trong loài đơi của chi đơn loài Salvethymus. Nó có quan hệ gần gũi với các loài cá hồi chấm hồng trong chi Salvelinus, và có lẽ là một dòng dõi chị em của cá hồi chấm hồng bắc cực (Salvelinus alpinus).